# NP3 Arena
NP3 Arena, ursprungligen Idrottsparken, Sundsvalls idrottspark, Sundsvalls IP, är en fotbolls- och evenemangsarena i Sundsvall i Sverige, med inriktning på fotboll och med konstgräs som underlag sedan 2004.
Anläggningen stod färdig den 6 augusti 1903 och byggdes om åren 2001–2002 och har numera en publikkapacitet på cirka 8 000 åskådare under fotbollsmatcher (varav cirka 5 000 under tak). Under konserter är kapaciteten cirka 25 000 åskådare.   
GIF Sundsvall (fotboll för herrar) och Sundsvalls DFF (fotboll för damer) har NP3 Arena som hemmaplan. Även IFK Sundsvall har spelat fotboll på anläggningen, men har numera sin hemvist på Baldershovs IP.
Mellan 1969 och 1973 spelades också bandy på Idrottsparken, då den var hemmaplan för Selånger SK i bandyallsvenskan. Arenan har även nyttjats för tennis, kägelspel, skytte och friidrott samt diverse uppvisningar och konserter. Även speedway kördes under 1940-talet.  
Förutom fotboll arrangeras i dag även en del konserter här, och bland andra har Elton John, Bryan Adams, Rod Stewart, Roxette, Eagles, Sweet, Gyllene Tider, Per Gessle, Ulf Lundell, Zara Larsson, Martin Garrix, Steve Angello, Icona Pop, Alan Walker och Robert Wells (Rhapsody in Rock) uppträtt här. Sedan sommaren 2017 hålls festivalen Sensommar i arenan. 
Publikrekordet för fotboll är från den 15 oktober 1961 då 16 507 åskådare såg matchen GIF Sundsvall - Högadals IS (2-4) i det allsvenska kvalet. Sedan den stora ombyggnaden är rekordet 8 255 vid GIF Sundsvall - Djurgårdens IF den 12 maj 2002 (2-1). Publikrekordet vid konsert är 22 337 när Gyllene Tider spelade på arenan 13 augusti 2004 under sin turné GT25.

## Ägarförhållanden och namn
2001 förvärvades delar av anläggningen av fastighetsbolaget Norrporten (numera Castellum), som tillsammans med Sundsvalls kommun byggde om den 2001-2002, med nya läktare, omklädningsrum (som fortsatt ägs av kommunen, liksom fotbollsplanen), kontorslokaler, restaurang och konferensutrymmen (ägs från mars 2019 av Fastighetsaktiebolaget Lilium efter en affär med Castellum).  
2006–2016 hette arenan Norrporten Arena då fastighetsbolaget köpte namnrättigheten. 2016 köptes Norrporten upp av Castellum och bolaget meddelade att man inte skulle behålla namnrättigheten för arenan och den fick åter namnet Idrottsparken från säsongsstarten 2017.  
Den 24 april 2018 presenterade GIF Sundsvall att klubben hade tecknat ett avtal med NP3 Fastigheter och därefter bytte arenan namn till NP3 Arena.
2002–2006 kallades arenan Sundsvall Park Arena i samband med konserter, ett namn evenemangsbolaget Sundsvall Event ansåg var mer internationellt gångbart. Fotbollsrörelsen höll dock fast vid Idrottsparken.

## Historia

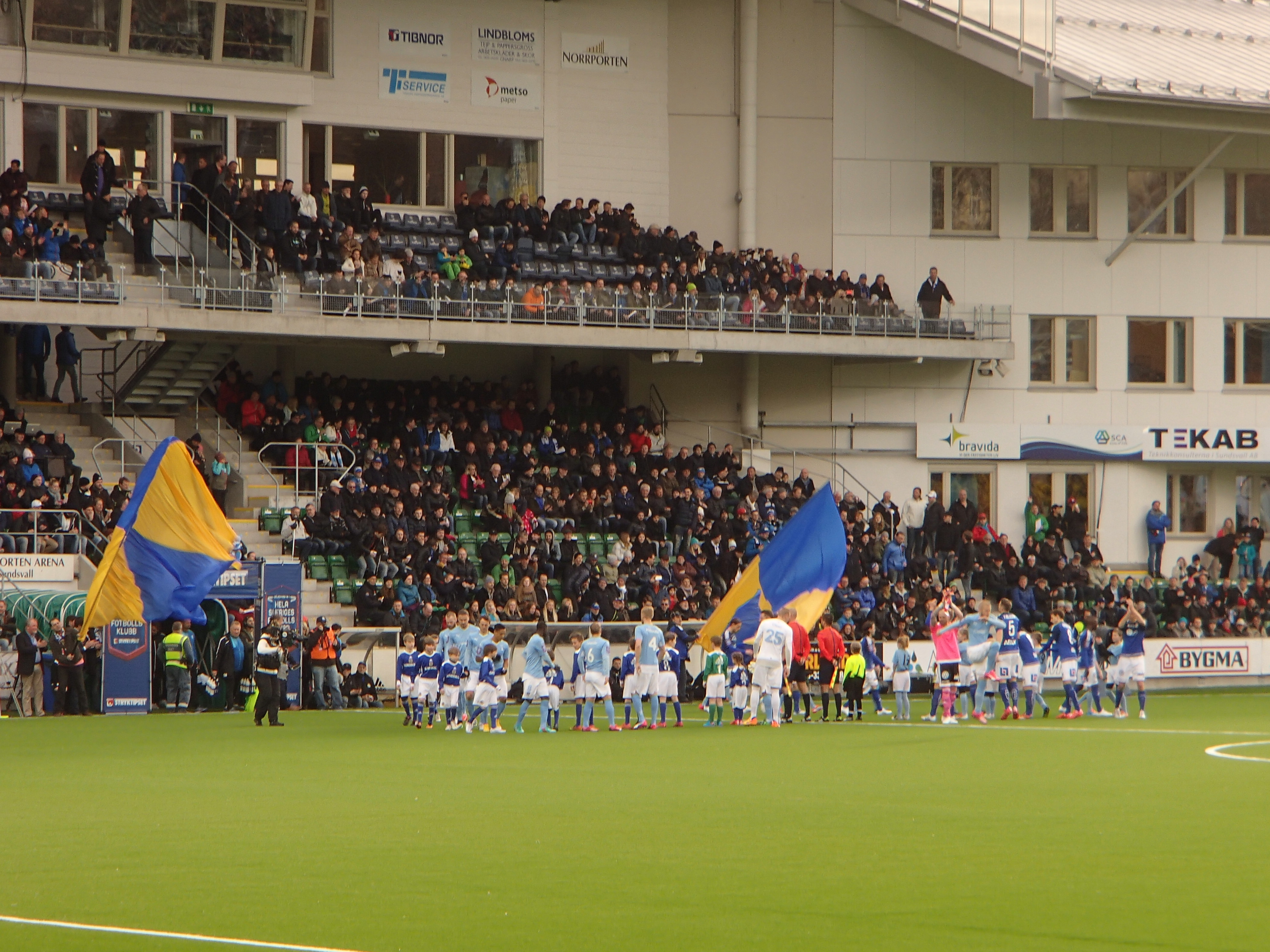
Allsvensk match 2015.

Idrottsparken i Sundsvall invigdes 1903 och hade från början även en musikpaviljong samt banor för löpning, kägelspel, skytte och tennis. Vid entrén fanns en utsmyckad portal.
På vintern spolades isbana upp för allmänhetens åkning, konståkning och bandy.
Arenan har sedan moderniserats och anpassats vid flera tillfällen för att möta de behov och krav som funnits.  
Från början bestod fotbollsplanen av sand och grus men 1922 anlades gräs, vilket var underlaget fram till 2004 då konstgräs lades in.  
1922 byggdes också löparbanor, hoppgrop och kastringar för friidrotten samt en läktare på södra sidan.
1930/31 togs den gamla huvudläktaren, som kom att kallas "holken", på södra sidan planen i bruk. Läktaren ritades av arkitekten, tillika stadens brandchef, Ebbe Crone som innan bland annat skapat legendariska “Filmstaden“ i Solna. Den var i trä och betong och i början mörkgrön i färgen med ljus puts, men kläddes senare in i ljusröd träpanel. I byggnaden fanns också omklädningsrum, toaletter, förråd, speakerhytt och från 1970 även en pressläktare högst upp under taket (byggdes ut 1976 för att även inrymma speakerhytten, till dess placerad på översta raden, bakom pressläktaren med skymd sikt som följd, och 2000 byggdes den ut ytterligare för plats åt säkerhetspersonal). Från början fanns en entré i mitten mot Fabriksgatan (nuvarande Universitetsallén) men denna byggdes igen 1980 då personalutrymmen tillkom. "Holken" revs den 4 juli 2001.
Inför GIF Sundsvalls debut i Allsvenskan 1965 byggdes en ny högre ståplatsläktare på norra sidan i form av stålställningar med trägradänger.
När Selånger SK tog steget upp i högsta serien i bandy 1969, och flyttade sina hemmamatcher från Bergsåker till Idrottsparken, installerades elbelysning.
1973–1974 lades värmeslingor ner under gräsplanen för få planen spelbar tidigare på våren. Då flyttades bandyn till isanläggningen i Gärde och friidrotten till Baldershovs IP. Fotbollsplanen blev då också något större medan publikkapaciteten blev mindre, då den norra läktaren av säkerhetsskäl kapades på höjden.
Fram till 1980-talet fanns en stor entré i det sydöstra hörnet (senare byggdes separata insläppskurer runt om arenan). Intill fanns en annonstavla för kommande arrangemang (den byttes på 1990-talet ut mot en digital skylt som togs bort i samband med ombyggnaden 2001–2002).
1990–1991 renoverades värmesystemet och planen och norra läktaren flyttades något norrut.  Den nedersta delen av norra läktaren fick nya betongfundament och träbänkar. Plattformen runt planen rustades upp och staketet byttes ut. Planer på en ny huvudläktare fanns redan då men stoppades i sista stund på grund av pengabrist hos kommunen, som vid denna tid även byggde Nordichallen och lade första konstgräsmattan på Westhagen, strax väster om Idrottsparken.
1992 ersattes den lilla upphöjda byggnaden med analog matchklocka och bemannad resultattavla på västra kortsidan med en digital variant. 
1998 ersattes sittplatsernas träbänkar med gröna plaststolar inför U21-landskampen mellan Sverige och England och 1999 fick spelargången från huvudläktaren mot planen en utdragbar grön spelartunnel. 2000 installerades ny belysning och högtalaranläggning. 

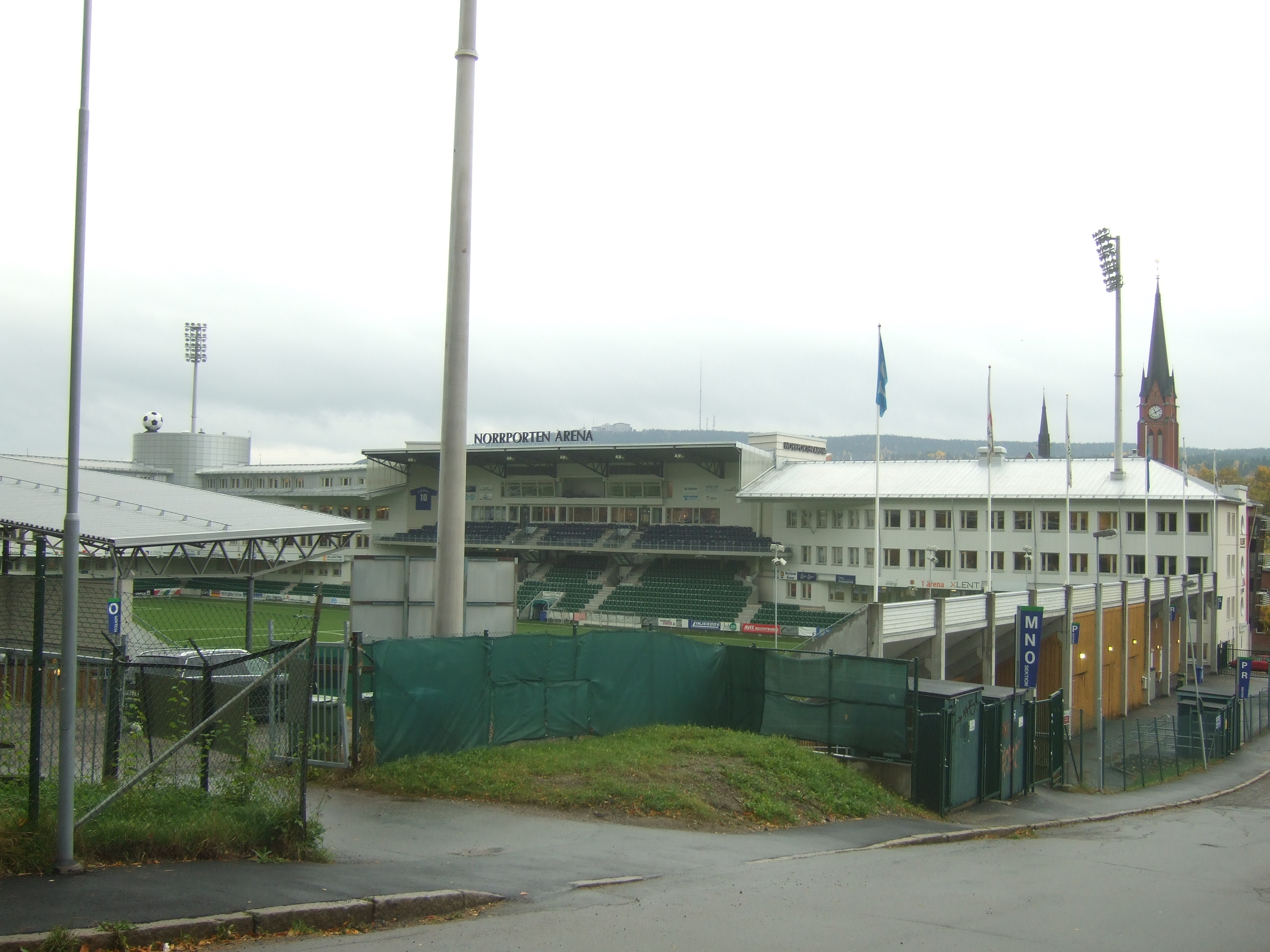
Vy med baksidan av norra och västra läktaren samt södra läktaren med "Lill-Foppas" matchtröja på väggen till vänster.

Den senaste stora ombyggnaden gjordes 2001–2002 då bland annat nya läktare byggdes på södra sidan med omklädningsrum, restaurang, kontors-, service-, media- och konferensutrymmen, och med nya toaletter, kiosker och förråd. De nya läktarna på norra och södra sidan byggdes med tak medan västra och östra läktaren är utan tak. Den östra läktarens byggdes med en sluttande höjd för att släppa in vind till fördel för gräsplanen.
Då flyttades även matchklockan från västra sidan till det nordvästra hörnet.
Matcher spelades i arenan även under byggtiden med tillfälliga baracker på västra sidan för omklädningsrum och medieutrymmen.
Arenan återinvigdes av kung Carl XVI Gustaf den 9 juni 2002.    
Fotbollsplanen hade gräs fram till sommaren 2004 då konstgräs lades in första gången. Konstgräset har sedan bytts ut 2009, 2014 och 2021. 2014 installerades också ett nytt bevattningssystem.   
Sommaren 2015 installerades en storbildsskärm (led) i det nordvästra hörnet i arenan (som då ersatte matchklockan), liksom digitala reklamskyltar längs sidorna av planen.
2017 byggdes en ny entré i det nordöstra hörnet av arenan, där all publik, förutom till den södra läktaren och bortasektionen, släpps in. Den nya entrén ligger i anslutning till Camp GIF, GIF Sundsvalls serverings- och aktivitetsområde som invigdes 2013 genom en ombyggnad av kommunens gamla växthus på den så kallade norra tomten bakom norra läktaren.
Sedan ombyggnaden 2001–2002 har ståplatssektionens och GIF Sundsvalls officiella supporterklubb Patronernas placering varierat och både norra och östra läktaren har använts. Inför säsongen 2019 byggdes en ståplatssektion, helt utan stolar, på den östra läktaren. Ståplatsläktaren har fått namnet "Mathildas" efter en tävling inom Patronerna (efter Mathilda Anderssons café där GIF Sundsvall bildades 1903). Gästande lags supportrar hänvisas fortsatt till den västra läktaren som, precis som arenan i övrigt, består av uppfällbara stolar.

## Kuriosa

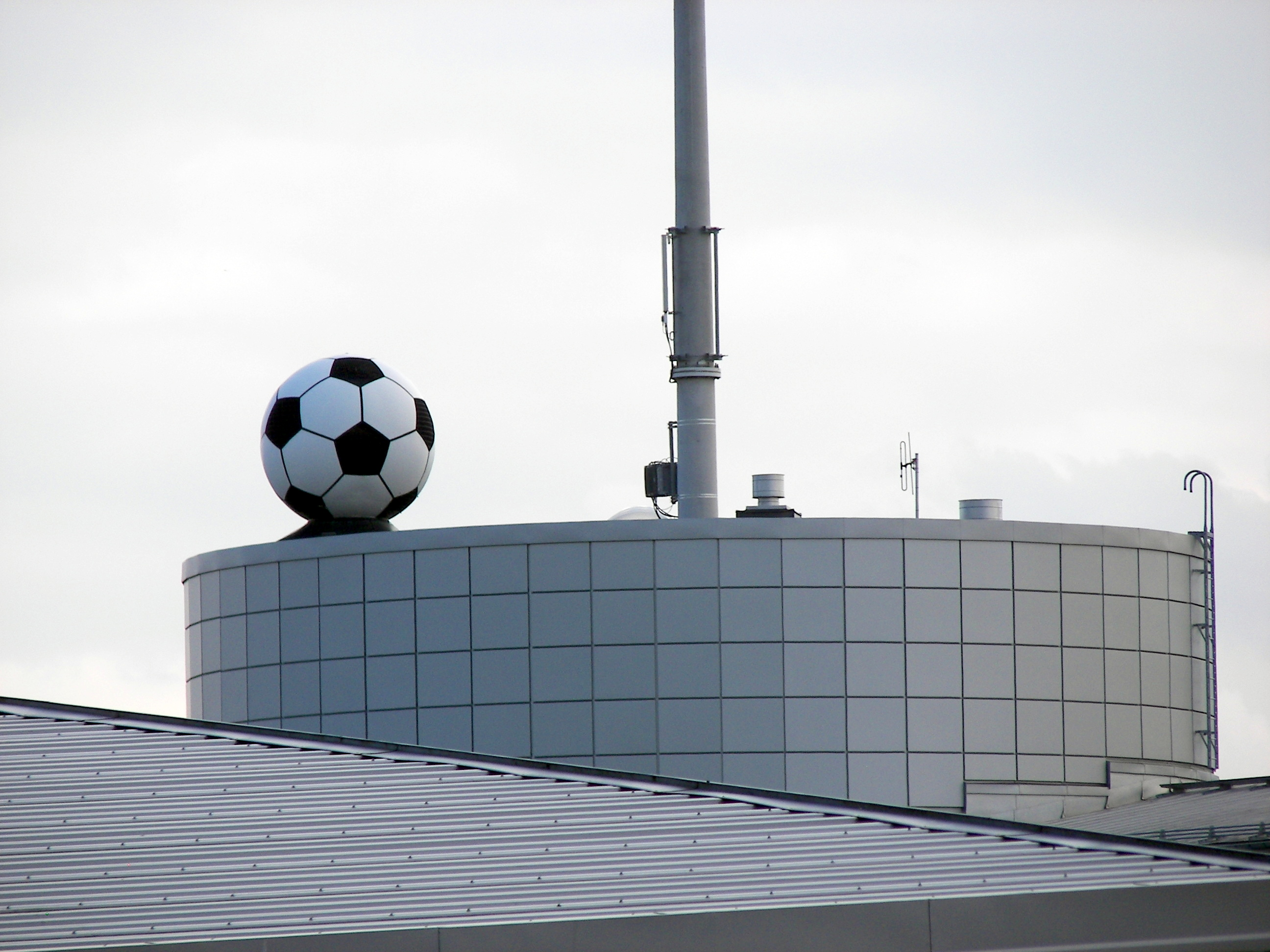
Fotbollen på taket är en ventilationstrumma.

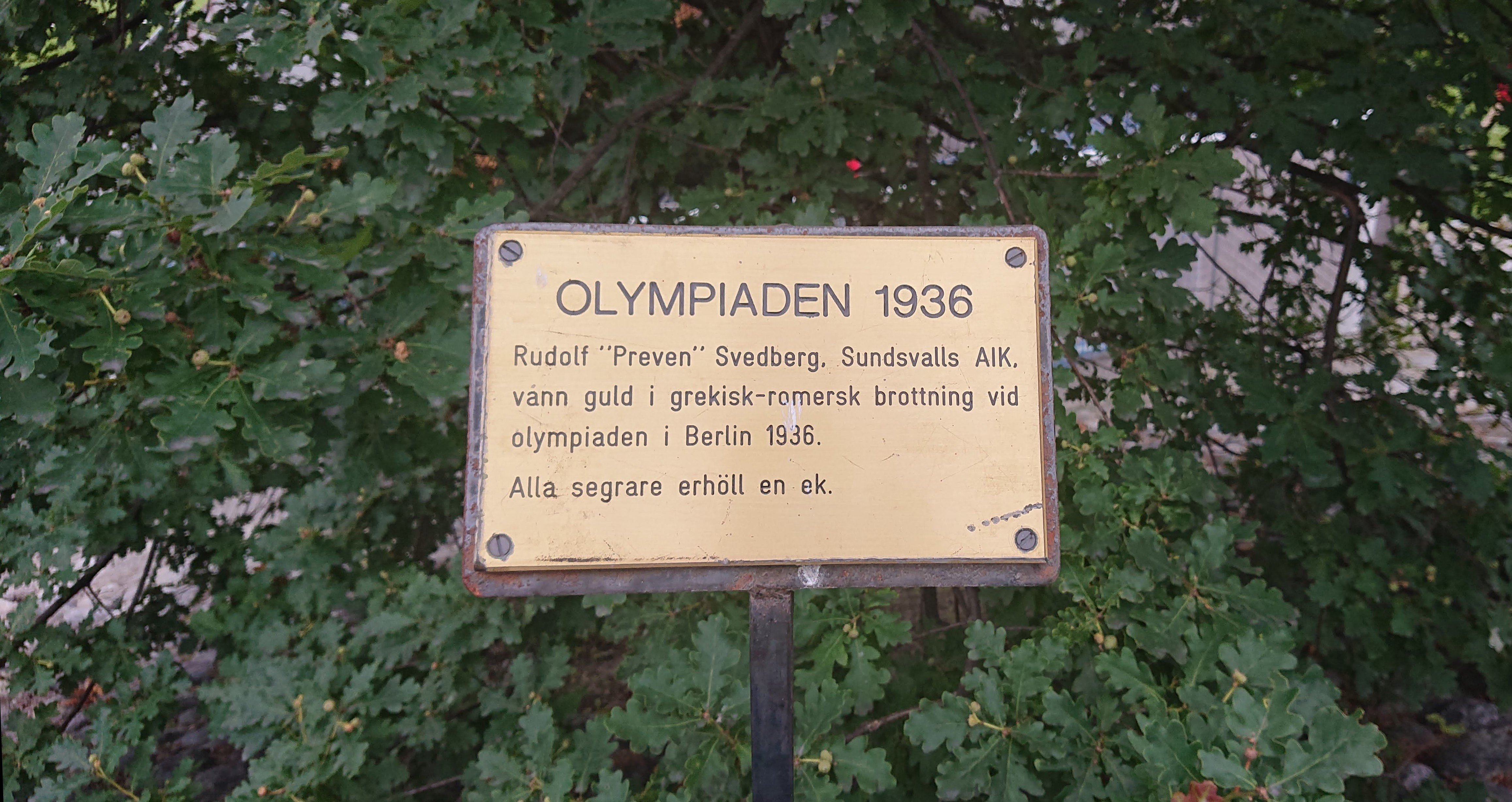
Gåva från Olympiaden 1936 i Berlin.

1936 planterades en ek i det nordvästra hörnet i arenan. Plantan var en gåva som brottaren Rudolf "Preven" Svedberg, Sundsvalls AIK, fått för sitt guld vid OS i Berlin samma år. Alla guldmedaljörer fick med sig en ekplanta hem från Tyskland och "Prevens" ek fick pryda och växa i Idrottsparken i nästan 50 år, omgiven av ett blomsterarrangemang föreställande de olympiska ringarna. På 1980-talet tvingades kommunen ta bort det då 5-6 meter höga trädet men 2 november 2008 planterades en ny ek på samma plats under en ceremoni. 
Den olympiska elden passerade arenan 1952 på sin väg till OS i Helsingfors.
GIF Sundsvall-legendaren Leif "Lill-Foppa" Forsberg hyllas i arenan genom att hans matchtröja nummer 10 är uppsatt på väggen på den södra läktaren sedan 2008. 
Den stora fotbollen på taket på kontorsbyggnaden i det sydöstra hörnet är i själva verket en specialdesignad ventilationstrumma.
Arenan har en egen hymn, skriven av Hansi Fellbrink, med namnet Sundsvall Park Arena, släppt 2002 (på en cd-singel med GIF Sundsvalls kamplåt Vi är med och Patronerna) och använd vid arenans 100-årsjubileum 2003.
År 2000 fanns en idé från Norrporten att Svenska Spel skulle bli hyresgäst i de nya lokalerna som var på gång att byggas i arenan, då Sveriges första internationella kasino skulle etableras i staden. Valet föll istället på det gamla stationshuset i Inre hamnen.
Internationella storlag som Juventus (1957), Milan (1960), Liverpool (med debuterande Kevin Keegan mot GIF Sundsvall 1971), Tottenham, Celtic (1985), Manchester City (1988), Sjachtar Donetsk (1961) och Flamengo (1951) har spelat träningsmatcher i arenan genom åren.
Sveriges U21-landslag har spelat landskamper i arenan. 1995 vann Sverige mot Island med 1-0 (målskytt Niklas Skoog) och 1998 förlorade Sverige mot England med 2-0 (Englands mål gjordes av Frank Lampard och Jamie Carragher) i en träningslandskamp inför 5266 åskådare. 2003 besegrades Polen med 1-0 i EM-kval inför 3381 åskådare (Charalampos Stefanidis gjorde målet).
27 oktober 2001 delades SM-guldet i fotboll ut på arenan, till Hammarby IF som redan innan sista omgången säkrat seriesegern i Allsvenskan. GIF Sundsvall vann matchen med 1-0 och höll sig därmed kvar i serien och Hammarby fick höja Lennart Johanssons pokal inför 7 000 åskådare som trängdes på halvfärdiga läktare under den ombyggnad som redan påbörjats.
Kung Carl XVI Gustaf återinvigde arenan efter den stora ombyggnaden den 9 juni 2002[32].
2002 återsamlades Sveriges bronslag från VM 1994 i arenan för en match mot en samling GIF Sundsvall-profiler genom tiderna.
Inför GIF Sundsvalls säsong i superettan 2006 minskade dåvarande tränaren David Wilson fotbollsplanen på bredden till från 68 till 65 meter. Det gav dock inte önskad effekt, Wilson fick sparken och nye tränaren Mika Sankala flyttade tillbaka sidlinjerna efter sommaren. Planens mått är nu åter 105x68 meter.
2013 spelade Gefle IF sina kvalmatcher till Europa League på arenan då deras ordinarie hemmaarena Strömvallen inte uppfyllde Uefas arenakrav för dessa matcher. 
Den nya ståplatssektionen på östra läktaren kallas sedan 2019 för "Mathildas" efter en namntävling inom GIF Sundsvalls supporterklubb Patronerna. Namnet är en hyllning till platsen där GIF bildades 1903, Mathilda Anderssons kafé i Sundsvall.
Den 29 juni 2019 spelades allsvenskans första nattmatch på arenan. Mötet mellan GIF Sundsvall och AFC Eskilstuna startade klockan 23.00 och avslutades strax före klockan 1. Matchen slutade 0-0 inför 4950 åskådare.
Den 1 juni 2021 spelades den första elitfotbollsmatchen i Sverige med en större publik än åtta personer under coronapandemin i arenan (med undantag för ett fåtal matcher hösten 2020 då 300 personer tilläts och restauranggäster), då publikrestriktionerna lättades och 500 sittande åskådare tilläts från detta datum. GIF Sundsvall förlorade mot Jönköpings Södra Superettan med 2-1.

### Fotnoter
1. 1 2  ”NP3 Arena”. GIF Sundsvall. http://gifsundsvall.se/np3-arena/. Läst 31 december 2021.
2. ↑  ”Offentligt privata partnerskap”. SKR. https://e-handel.skr.se/bilder/artiklar/pdf/7164-223-3.pdf. Läst 31 december 2021.
3. ↑  ”Miljontvist om IP-bygget”. Sundsvalls Tidning. https://www.st.nu/artikel/miljontvist-om-ip-bygget.
4. ↑  ”Patronerna startar namninsamling för tak på Östra stå”. SvenskaFans. https://www.svenskafans.com/fotboll/gif/214156. Läst 31 december 2021.
5. ↑  https://www.st.nu/artikel/ratt-ska-vara-ratt-100
6. ↑  ”Arkiverade kopian”. Arkiverad från originalet den 14 juli 2019. https://web.archive.org/web/20190714214648/http://www.mynewsdesk.com/se/pressreleases/nya-konstgraeset-godkaent-paa-norrporten-arena-1070542. Läst 14 juli 2019.
7. 1 2  ”Konstgräs på Idrottsparken”. www.svenskafans.com. http://www.svenskafans.com/fotboll/18683.aspx. Läst 12 juni 2017.
8. ↑  ”Sundsvalls kommun”. Arkiverad från originalet den 14 december 2012. https://web.archive.org/web/20121214142545/http://www.sundsvall.se/Uppleva-och-gora/Idrott-och-motion/Anlaggningar-och-hallar/Norrporten-Arena/. Läst 15 oktober 2011.
9. ↑  ”Klubbens historia | Selånger Bandy”. www.selangerbandy.se. Arkiverad från originalet den 17 februari 2016. https://web.archive.org/web/20160217203013/http://www.selangerbandy.se/f%C3%B6reningen/klubbens-historia-3630436. Läst 25 februari 2016.
10. ↑  ”DM i friidrott i Idrottsparken.”. digitaltmuseum.se. https://digitaltmuseum.se/021015740663/dm-i-friidrott-i-idrottsparken?aq=text:%22idrottsparken%22&i=11. Läst 12 juni 2017.
11. ↑  ”Bryan Adams i Sundsvall – hur stort är det egentligen?”. https://www.st.nu/artikel/bryan-adams-i-sundsvall-hur-stort-ar-det-egentligen?referrer=app. Läst 13 juli 2019.
12. ↑  ”Tio år av stjärnglans”. st.nu. Arkiverad från originalet den 6 september 2017. https://web.archive.org/web/20170906134303/http://www.st.nu/noje/tio-ar-av-stjarnglans. Läst 12 juni 2017.
13. ↑  ”Sensommar tillbaka 2017!”. sensommar.se. http://sensommar.se/nyheter/sensommar-tillbaka-2017/. Läst 12 juni 2017.
14. ↑  ”Festivalområde 2017 : Sensommar! Festival”. sensommar.se. http://sensommar.se/nyheter/festivalomrade-2017/. Läst 12 juni 2017.
15. ↑  ”Bolletinen”. 5 juli 2002. Arkiverad från originalet den 24 augusti 2013. https://www.webcitation.org/6J6u5qHsQ?url=http://www.bolletinen.se/sfs/allsvenskan/publikrek.pdf. Läst 14 oktober 2011.
16. ↑  ”GT tour list”. www.gyllenetider.com. Arkiverad från originalet den 24 september 2015. https://web.archive.org/web/20150924024359/http://www.gyllenetider.com/lang_eng/c_tours.html. Läst 10 mars 2016.
17. ↑  ”Norrporten Arena - sundsvall.se”. www.sundsvall.se. Arkiverad från originalet den 4 mars 2016. https://web.archive.org/web/20160304132356/http://www.sundsvall.se/Uppleva-och-gora/Idrott-och-motion/Anlaggningar-och-hallar/Norrporten-Arena/. Läst 10 mars 2016.
18. ↑  ”Idrottsparken 2, 3 - Castellum”. www.castellum.se. Arkiverad från originalet den 29 september 2017. https://web.archive.org/web/20170929141539/https://www.castellum.se/har-finns-vi/sundsvall/centrum/idrottsparken-2-3/. Läst 12 juni 2017.
19. ↑  ”Krögarna lämnar Idrottsparken”. st.nu. Arkiverad från originalet den 29 september 2017. https://web.archive.org/web/20170929142236/http://www.st.nu/medelpad/sundsvall/krogarna-lamnar-idrottsparken. Läst 12 juni 2017.
20. ↑  ”Fastighetsaktiebolaget Lilium gör storaffär och växer i Sundsvall”. Arkiverad från originalet den 28 januari 2019. https://web.archive.org/web/20190128191500/https://www.liliumab.se/pressmeddelande/. Läst 28 januari 2019.
21. 1 2  ”Offentliga privata partnerskap”. https://e-handel.skr.se/bilder/artiklar/pdf/7164-223-3.pdf. Läst 15 juli 2019.
22. ↑  ”IP blir Norrporten Arena”. patronerna.se. Arkiverad från originalet den 29 september 2017. https://web.archive.org/web/20170929183146/http://patronerna.se/wordpress/?p=206. Läst 12 juni 2017.
23. ↑  ”Castellum köper Norrporten”. Dagens industri. 13 april 2016. http://www.di.se/artiklar/2016/4/13/castellum-koper-norrporten/. Läst 12 juni 2017.
24. ↑  ”Norrporten Arena byter namn efter säsongen”. fastighetsnytt.se. http://fastighetsnytt.se/2016/10/norrporten-arena-byter-namn-efter-sasongen/. Läst 12 juni 2017.
25. ↑  ”Nu åker skyltarna ner”. st.nu. Arkiverad från originalet den 6 september 2017. https://web.archive.org/web/20170906035210/http://www.st.nu/vasternorrland/sundsvall/nu-aker-skyltarna-ner-st-sander-live-fran-ip. Läst 12 juni 2017.
26. ↑  ”Klart – det blir Idrottsparkens nya namn: "Mycket nöjda"”. st.nu. Arkiverad från originalet den 25 april 2018. https://web.archive.org/web/20180425114649/https://www.st.nu/fotboll/allsvenskan/klart-det-blir-idrottsparkens-nya-namn-mycket-nojda. Läst 24 april 2018.
27. ↑  ”Efter Giffarnas uttåg – nytt avtal säkrat med storsponsor: "Över en natt blev vi ett känt bolag"”. https://www.st.nu/artikel/efter-giffarnas-uttag-nytt-avtal-sakrat-med-storsponsor-over-en-natt-blev-vi-ett-kant-bolag. Läst 11 november 2019.
28. ↑  ”Stort ståhej när Elton John kommer till Sundsvall - DN.SE” (på svenska). DN.SE. 29 juni 2003. http://www.dn.se/arkiv/inrikes/stort-stahej-nar-elton-john-kommer-till-sundsvall/. Läst 12 juni 2017.
29. ↑  ”Idrottsparken i förgrunden och i bakgrunden bostadhus. Text till bild "Sundsvall. Idrottsparken."”. https://digitaltmuseum.se/011014680627/idrottsparken-i-forgrunden-och-i-bakgrunden-bostadhus-text-till-bild-sundsvall. Läst 17 juli 2019.
30. 1 2 3 4 5  Dahlin, Per-Olof (1978). Alla tiders GIF Sundsvall
31. ↑  ”Idrottsparken”. https://digitaltmuseum.se/011014654257/idrottsparken/media?slide=0. Läst 16 juli 2019.
32. 1 2 3  Dahlin, Per-Olof (1993). Alla tiders GIF Sundsvall 2
33. 1 2  ”Idrottsparken”. digitaltmuseum.se. https://digitaltmuseum.se/011014619781/idrottsparken. Läst 12 juni 2017.
34. ↑  ”Ebbe Crone”. https://www.kringla.nu/kringla/objekt?referens=sm/photo/SuM-foto014229. Läst 8 maj 2024.
35. 1 2  ”Publikbilder och kringbilder från kvalmatchen till Allsvenskan mellan GIF Sundsvall och Högadals IS 1961.”. https://digitaltmuseum.se/021015589963/publikbilder-och-kringbilder-fran-kvalmatchen-till-allsvenskan-mellan-gif. Läst 16 juli 2019.
36. 1 2  André Pettersson. ”"Holken" är riven”. Dagbladet. Läst 5 juli 2001.
37. ↑  ”Norra läktaren i Idrottsparken. Översiktsbild samt detaljbilder. Norrländska Ställnings AB.”. https://digitaltmuseum.se/021017125775/norra-laktaren-i-idrottsparken-oversiktsbild-samt-detaljbilder-norrlandska/media?slide=0. Läst 15 juli 2019.
38. ↑  ”ST för 50 år sedan: 10.000 hushåll utan vatten när huvudledning brast och Selånger flyttar till IP”. https://www.st.nu/artikel/nostalgi/st-for-50-ar-sedan-10-000-hushall-utan-vatten-nar-huvudledning-brast-och-selanger-flyttar-till-ip. Läst 3 juni 2019.[död länk]
39. ↑  ”Bandyplanen i Idrottsparken i kvällsbelysning.”. https://digitaltmuseum.se/021015805126/bandyplanen-i-idrottsparken-i-kvallsbelysning. Läst 17 juli 2019.
40. ↑  ”Selånger SK spelade för första gången i Allsvenskan säsongen 1969-1970”. https://digitaltmuseum.se/021015749182/selanger-sk-spelade-for-forsta-gangen-i-allsvenskan-sasongen-1969-1970. Läst 17 juli 2019.
41. ↑  ”Publik i massor på väg till Idrottsparken. Blåsorkester.”. https://digitaltmuseum.se/021015776855/publik-i-massor-pa-vag-till-idrottsparken-blasorkester. Läst 16 juli 2019.
42. ↑  ”BLOGG #6 - PARTY I SUNDSVALL”. http://4.bp.blogspot.com/-DUGsj7R2x-w/VPnzSdzRQFI/AAAAAAAABlA/GaVBArHWG5s/s1600/207329_5736477986_3446_n.jpg. Läst 4 september 2019.
43. 1 2 3  Nylin, Lars (2003). GIF Sundsvall 100 år
44. ↑  ”Idrottsparken - GIF Sundsvall”. GIF Sundsvall. Arkiverad från originalet den 27 mars 2019. https://web.archive.org/web/20190327150126/http://gifsundsvall.se/norrporten-arena/. Läst 12 juni 2017.
45. ↑  ”Tidsnöd för Norrportens nya matta”. st.nu. Arkiverad från originalet den 28 augusti 2017. https://web.archive.org/web/20170828143935/http://www.st.nu/sport/fotboll/tidsnod-for-norrportens-nya-matta. Läst 12 juni 2017.
46. ↑  ”Konstgräs byts ut på Norrporten”. SVT Nyheter. https://www.svt.se/nyheter/lokalt/vasternorrland/konstgras-byts-ut-pa-norrporten?gmeny=1. Läst 12 juni 2017.
47. ↑  ”Nytt konstgräs på NP3 Arena”. https://gifsundsvall.se/nytt-konstgras-pa-np3-arena/. Läst 8 maj 2021.
48. ↑  ”Digitala satsningen invigd!”. GIF Sundsvall. 9 juli 2015. http://gifsundsvall.se/digitala-satsningen-invigd/. Läst 13 juni 2017.
49. ↑  ”Premiär för nya insläppet!”. GIF Sundsvall. 25 april 2017. http://gifsundsvall.se/premiar-nya-inslappet/. Läst 12 juni 2017.
50. ↑  ”Sensommar! tar över Camp-GIF”. sensommar.se. http://sensommar.se/nyheter/sensommar-tar-over-camp-gif/. Läst 12 juni 2017.
51. ↑  ”Patronerna - historik”. Arkiverad från originalet den 4 oktober 2017. https://web.archive.org/web/20171004113025/http://patronerna.se/wordpress/?page_id=17. Läst 11 december 2018.
52. ↑  ”Patronerna flyttar tillbaka till Norra Stå”. Arkiverad från originalet den 21 augusti 2010. https://web.archive.org/web/20100821105414/http://patronerna.se/wordpress/?p=627. Läst 11 december 2018.
53. ↑  ”Klart med en riktig ståplats”. http://gifsundsvall.se/klart-med-en-riktig-staplats/. Läst 11 december 2018.
54. 1 2  ”Patronerna Sundsvall - 20 år”. https://www.facebook.com/Patronerna/videos/538092866600764/. Läst 6 februari 2019.
55. 1 2  ”Mathildas café, sedan 1903!”. http://gifsundsvall.se/mathildas-cafe-sedan-1903/. Läst 6 februari 2019.
56. ↑  ”Fotboll, GIF Sundsvall-Fagervik.”. https://digitaltmuseum.se/021015759401/fotboll-gif-sundsvall-fagervik. Läst 19 juli 2019.
57. ↑  ”Prevens ek tillbaka”. st.nu. Arkiverad från originalet den 6 november 2018. https://web.archive.org/web/20181106132313/https://www.st.nu/artikel/fotboll/superettan/prevens-ek-tillbaka. Läst 13 juni 2017.
58. ↑  ”Den olympiska elden passerar Sundsvall inför sommarspelen i Helsingfors 1952 med högtidlig stafettväxling i Idrottsparken.”. https://digitaltmuseum.se/021015789892/den-olympiska-elden-passerar-sundsvall-infor-sommarspelen-i-helsingfors. Läst 15 juli 2019.
59. ↑  ”Foppa hyllades”. st.nu. http://www.st.nu/fotboll/superettan/foppa-hyllades. Läst 13 juni 2017.[död länk]
60. ↑  Coox, Tomas. ”Referenser” (på brittisk engelska). www.buktens.se. http://www.buktens.se/index.php?option=com_content&view=article&id=3&Itemid=3. Läst 13 juni 2017.
61. ↑  ”Juventus-GIF Sundsvall 9-2.”. https://digitaltmuseum.se/011015429784/juventus-gif-sundsvall-9-2. Läst 15 juli 2019.
62. ↑  ”Det brasilianska fotbollslaget Flamengo på besök i Idrottsparken i Sundsvall.”. https://digitaltmuseum.se/021015810696/det-brasilianska-fotbollslaget-flamengo-pa-besok-i-idrottsparken-i-sundsval. Läst 15 juli 2019.
63. ↑  ”Sundsvall har arrangerat flera landskamper”. https://www.st.nu/artikel/sundsvall-har-arrangerat-flera-landskamper. Läst 15 juli 2019.
64. ↑  ”U21-landskamper 1981-2000”. https://www.svenskfotboll.se/landslag/u21-herr/landskamper-1981-2000/. Läst 15 juli 2019.
65. ↑  ”Matchfakta Sverige-Polen”. Arkiverad från originalet den 15 juli 2019. https://web.archive.org/web/20190715084927/https://football-se.club/matchfakta_sverige_polen_landskamper_herr_senior_1570260.htm. Läst 15 juli 2019.
66. ↑  Gustaf lb (5 april 2015). ”Hammarby 2001 pokallyft”. https://www.youtube.com/watch?v=zVHA2puarX4. Läst 12 juni 2017.
67. ↑  ”Tabell och resultat - Allsvenskan Herrar — svenskfotboll.se”. svenskfotboll.se. http://svenskfotboll.se/allsvenskan/tidigare-ar/resultat-2001/tabell-resultat/. Läst 12 juni 2017.
68. ↑  ”GIF Sundsvall mot Hammarby 2001-10-27 (1-0)”. svenskfotboll.se. http://svenskfotboll.se/allsvenskan/match/?scr=result&fmid=12784. Läst 12 juni 2017.
69. ↑  ”Funderar du på att gå på VM-lagsmatchen?”. https://www.svenskafans.com/fotboll/6428. Läst 15 juli 2019.
70. ↑  ”Norrporten Arena återgår till sina normala mått”. st.nu. http://www.st.nu/fotboll/superettan/norrporten-arena-atergar-till-sina-normala-matt. Läst 13 juni 2017.[död länk]
71. ↑  ”Sundsvalls Wilson redo för nattmatch: "Det blir väldigt annorlunda"”. https://www.fotbollskanalen.se/allsvenskan/-sundsvalls-wilson-redo-for-nattmatch-det-blir-valdigt-annorlunda/. Läst 29 juni 2019.
72. ↑  ”En efterlängtad läktarfest”. https://gifsundsvall.se/en-efterlangtad-laktarfest/. Läst 7 juni 2021.